# 孔毓埏
孔毓埏（1666年1月17日—1722年10月28日），字锺舆，号宏舆，清朝山东兖州府曲阜县（今山东省曲阜市）人，孔子六十七代孙，衍聖公孔兴燮的次子，衍聖公孔毓圻之弟。

## 生平
康熙四年十二月十三日（1666年1月17日）生，好学能文，康熙十八年（1679年）七月，承袭主祀子思的翰林院五经博士，授朝议大夫。康熙帝赐远秀匾额，他有《研露斋文集》《丽则诗集》《蕉露词集》。康熙四十四年（1705年），其生母张氏去世，孔毓埏丁忧守制，衍圣公孔毓圻咨文吏部，称“主祀不可一日缺人”，说自己的次子孔传鋕“年以长成”，可承袭此职翰林院五经博士。子思没有专庙，他上疏请求修建，营建材木已构，没有完成，他在康熙六十一年九月十九日（1722年10月28日）去世，年五十八岁。

## 家庭
- 父：衍聖公孔兴燮
- 生母：张氏，诰赠淑人
  - 妻：任氏，康熙三年正月十四日（1664年2月10日）出生，康熙五十五年闰三月初八（1716年4月29日）去世，字淑晓，聊城人，刑部侍郎任克溥的第五女，诰封淑人
    - 子：孔传钜
    - 嗣子：孔传镛
    - 女：孔丽贞，嫁历城人、太仆寺卿戴璠之子监生戴文谌